# Chaetopidae
Chaetops es un género de aves paseriformes que es el único componente de la familia Chaetopidae. Contiene dos especies, conocidas como saltarrocas, que son pájaros de tamaño medio insectívoros y endémicos del sur de África. Inicialmente estas aves fueron ubicadas en las familias Turdidae, Sylviidae y Timalidae, pero estudios con secuencias de ADN indican que estas aves son realmente paseriformes primitivas relacionadas más cercanamente con los picatartes (Picatharthidae), familia en la que a veces son ubicadas (Thompson 2003).
Son aves con plumaje mayormente castaño y rojo. Sus alas son muy pequeñas y no vuelan muy a menudo. Pasan la mayor parte de sus vidas corriendo y saltando entre las rocas y hierbas mientras cazan insectos.
Son monógamas y las parejas viven separadamente de otras, construyendo sus nidos en la tierra apartado de las hierbas, contrastando con los picatartes, que construye nidos de barro en colonias (Thompson 2003).
Las dos especies son:
- Chaetops frenatus - saltarrocas del Cabo.
- Chaetops aurantius - saltarrocas del Drakensberg.